# Філіпп Ватюон
Філіпп Ватюон (фр. Philippe Vatuone, 13 квітня 1962) - французький гімнаст, олімпійєць.

## Виступи на Олімпіадах
| Олімпіада         | Дисципліна       | Місце              |
| ----------------- | ---------------- | ------------------ |
| Лос-Анджелес 1984 | абсолютний залік | 22                 |
| Лос-Анджелес 1984 | командний залік  | 6                  |
| Лос-Анджелес 1984 | вільні вправи    | 3T                 |
| Лос-Анджелес 1984 | опорний стрибок  | 16T (кваліфікація) |
| Лос-Анджелес 1984 | паралельні бруси | 37T (кваліфікація) |
| Лос-Анджелес 1984 | перекладина      | 12T (кваліфікація) |
| Лос-Анджелес 1984 | кільця           | 61 (кваліфікація)  |
| Лос-Анджелес 1984 | кінь             | 54T (кваліфікація) |